# Cartel de los Soles
Le Cartel de los Soles est une présumée organisation criminelle dirigée par des membres du gouvernement du Venezuela et des Forces armées vénézuéliennes (FANB) depuis les années 1990, selon certains médias, dont l’objectif est principalement le trafic de cocaïne, la contrebande de carburant,, ainsi que le contrôle de l’exploitation minière illégale dans plusieurs États du Venezuela, avec une participation directe dans l’extraction et la contrebande d’or, de coltan, de pierres précieuses et d’autres minéraux.
Selon la journaliste Claudia Gurisatti, le Cartel de los Soles serait prétendument la plus grande structure criminelle au monde et aurait pour chefs Nicolás Maduro et Diosdado Cabello. Depuis mars 2020, le département de la Justice des États-Unis a émis un communiqué officiel désignant Nicolás Maduro et Diosdado Cabello comme les chefs du Cartel de los Soles, offrant une récompense pour toute information menant à leur capture et mise en accusation.
Le gouvernement vénézuélien a nié les accusations de narcotrafic. Le député du parti au pouvoir, Pedro Carreño, a rejeté l'existence de cette organisation, déclarant que l'on parle du Cartel de los Soles « pour diaboliser notre Forces armées vénézuéliennes », et a affirmé que « le rapport de Nations Unies de 2007 sur la lutte contre le narcotrafic » mentionne que le Venezuela est un pays sans cultures illicites.
Le 7 août 2025, le gouvernement des États-Unis a désigné l’organisation criminelle comme groupe terroriste et le président américain Donald Trump a ordonné aux forces armées de son pays d’agir contre les cartels de la drogue d’Amérique latine qui ont été désignés comme organisations terroristes, y compris le Cartel de los Soles.

## Histoire

### Origine
Le terme “Cártel de los soles” aurait été utilisé pour la première fois en 1993. L'organisation est composée principalement de hauts officiers militaires étroitement liés au crime organisé international,. Selon Insight Crimes, le terme “Cartel de los Soles” est apparu lorsque deux généraux de la Garde nationale, le chef de l’unité antidrogue Ramón Guillén Dávila et son successeur Orlando Hernández Villegas, ont été enquêtés pour trafic de drogue. En tant que commandants de brigade, chacun portait un soleil comme insigne sur leurs épaulettes, ce qui a donné naissance au nom « Cartel du Soleil ».
Par la suite, les enquêtes ont révélé l’implication de généraux de division dans des délits liés au trafic de drogue, ce qui a conduit à l’appellation de Cártel de los Soles, les généraux de division portant deux soleils comme emblèmes.
Au départ, l’implication des Forces armées vénézuéliennes dans le trafic de drogue se limitait à l’acceptation de pots-de-vin et à fermer les yeux pendant que les trafiquants faisaient transiter leur marchandise. Les militaires n’avaient pas de liens directs avec les fournisseurs et ne stockaient ni ne transportaient eux-mêmes la cocaïne.

### Gouvernement bolivarien
Selon le journaliste Héctor Landaeta, le phénomène a commencé lorsque le trafic de drogue a introduit de la cocaïne au Venezuela en utilisant des unités militaires corrompues situées dans la zone frontalière avec la Colombie. Des fonctionnaires du gouvernement de Nicolás Maduro, parmi lesquels ceux liés au pouvoir, ont nié l'existence dudit cartel organisé. McDermott, codirecteur et cofondateur d’Insight Crime, décrit que « la différence au Venezuela comparé au Mexique et à la Colombie est que, à l’intérieur du Venezuela, un bon pourcentage du commerce est géré de l’intérieur de l’État ».
Selon le magazine canadien Vice News et Emili J. Blasco, critique du gouvernement bolivarien dans son livre Bumerán Chávez, le gouvernement du président Hugo Chávez « a étendu la corruption à des niveaux sans précédent » corrompant le Ministère Public, le système judiciaire et les forces armées, « où aurait transité jusqu’à 90 % de la production de cocaïne colombienne vers les États-Unis et l’Europe », et par le biais du Plan Bolívar 2000, aurait accordé aux militaires des millions de dollars pour subventionner des programmes sociaux sans aucun contrôle et qui ont ensuite disparu. Il aurait également accordé une immunité légale aux officiers impliqués dans le trafic de drogue pour maintenir le pouvoir et leur loyauté. Lorsque Chávez a expulsé du Venezuela la Drug Enforcement Administration (DEA) en 2005, le pays est devenu une route plus attractive pour le commerce international de drogue. Selon des sources de renseignements colombiens, un agent anti-drogue arrêté a déclaré que « du personnel occupant de hautes fonctions dans la sécurité du président Hugo Chávez s’occupait d’organiser le transport de cargaisons de drogue sur des bateaux circulant via des routes au Venezuela ». Il a aussi été allégué que la Garde Nationale avait travaillé avec la guérilla colombienne des Forces armées révolutionnaires de Colombie - Armée du Peuple (FARC-EP) dans le trafic de drogue. Des officiers britanniques ont déclaré que des avions colombiens transportant de la drogue étaient escortés depuis des bases de la Force Armée Vénézuélienne.
Pendant la moitié de la première décennie des années 2000, des éléments de la Garde Nationale et d’autres branches de l’armée sont devenus beaucoup plus actifs dans le trafic de drogue. Des cellules au sein des forces de sécurité ont commencé à acheter, stocker, transporter et vendre de la cocaïne, alors que leur tâche principale était auparavant d’extorquer les trafiquants déplaçant des cargaisons de cocaïne.
Trois événements significatifs ont contribué à l’essor du crime organisé au Venezuela. Premièrement, la Colombie a signé le multimillionnaire Plan Colombie de sécurité avec les États-Unis, ce qui a permis aux Fuerza Pública de Colombia de faire pression sur les groupes guérilleros des Forces armées révolutionnaires de Colombie (FARC-EP) et de l’Armée de Libération Nationale (ELN) comme jamais auparavant. Cette pression militaire a forcé les guérilleros à déplacer leurs opérations vers les États frontaliers du Venezuela, peu surveillés.
Ensuite, en 2002, deux faits clés se sont produits successivement. Le premier fut la fin des dialogues de paix entre les FARC-EP et le gouvernement du président Andrés Pastrana, ce qui fit perdre à la guérilla sa zone de détente territoire cocaïcole dans le sud de la Colombie, la forçant à chercher d’autres refuges. Le second fut la tentative de coup d’État qui déposa temporairement le président Hugo Chávez du pouvoir. Cela a conduit Chávez à concentrer une grande partie de son énergie sur l’identification et la sanction des putschistes, tout en menant d’autres batailles politiques intenses, comme la grève pétrolière de 2002-2003.
Les conséquences du coup d'État ont conduit le gouvernement Chávez à renforcer son cercle restreint, ce qui s'est traduit par l'attribution de nombreux postes influents au sein du gouvernement ou de contrats lucratifs à des militaires fidèles. Le gouvernement semblait avoir adopté une position de régime prétorien, des militaires retraités ou en service occupant des postes importants au sein des institutions de l'État.
Chávez a également établi des zones d'opérations militaires le long de la frontière, faisant craindre une invasion américaine depuis la frontière colombienne. On pense que c'est à cette époque que des membres de l' armée et de la Garde nationale ont été corrompus par l'argent de la drogue.

#### FARC-EP
Depuis la fin des années 1990, au plus fort du processus de paix à Caguán , les FARC-EP utilisaient le territoire vénézuélien comme tremplin pour les expéditions de drogue vers l’Europe et les États-Unis .
L'International Institute for Strategic Studies (IISS) a accusé le gouvernement Chávez de financer le bureau de Caracas des FARC-EP en leur fournissant des services de renseignement. Les diplomates vénézuéliens ont dénoncé les enquêtes de l'IISS, affirmant qu'elles contenaient des « inexactitudes fondamentales ». En 2007, les autorités colombiennes ont rapporté que, grâce à des ordinateurs portables saisis lors d'un raid contre Raúl Reyes , elles ont trouvé des documents montrant qu'Hugo Chávez avait offert des paiements de plus de 300 millions de dollars aux FARC-EP pour créer des « liens financiers et politiques qui dureraient des années » et des documents montrant des rebelles des FARC-EP demandant l'aide du Venezuela pour acquérir des missiles sol-air, prouvant également que Chávez a tenu des réunions personnelles avec ces chefs rebelles,,. Selon Interpol , les dossiers trouvés par l'armée colombienne étaient considérés comme authentiques.En 2008, le Département du Trésor des États-Unis a accusé deux hauts fonctionnaires du gouvernement vénézuélien et un ancien fonctionnaire d’avoir fourni une assistance matérielle aux opérations de trafic de drogue menées par le groupe de guérilla FARC-EP en Colombie.

#### Incidents
Mi-2017, le Bureau du contrôle des avoirs étrangers (OFAC) du Département du Trésor américain a sanctionné 13 responsables vénézuéliens, anciens et actuels, pour « atteinte à la démocratie » dans leur pays. Parmi eux figuraient plusieurs personnalités politiques de premier plan, telles que Néstor Reverol, ministre du Pouvoir populaire pour l'Intérieur et la Justice, ancien responsable de la lutte antidrogue et ancien commandant en chef de la Garde nationale bolivarienne ; et Iris Varela, membre de la Commission présidentielle vénézuélienne pour l'Assemblée nationale constituante et ancienne ministre des Services pénitentiaires.
En septembre 2013, un incident lié au Cartel de los Soles a impliqué des membres de la Garde nationale vénézuélienne qui ont placé 31 valises contenant 1,3 tonne de cocaïne sur un vol à destination de Paris . Les autorités françaises ont été stupéfaites d'apprendre qu'il s'agissait de la plus importante saisie de cocaïne enregistrée en France métropolitaine,. Le 15 février 2014, un commandant de la Garde nationale a été arrêté alors qu'il se rendait en voiture à Valence avec sa famille, transportant 554 kilogrammes de cocaïne.Le 11 novembre 2015, des agents de la DEA ont arrêté deux proches, un fils adoptif et un neveu, de la Première dame Cilia Flores , alors qu'ils tentaient de faire passer 800 kilogrammes de cocaïne du Venezuela aux États-Unis. Une source de la DEA a déclaré officieusement qu'il était impossible qu'une telle quantité de cocaïne ait pu transiter par le Venezuela sans une corruption gouvernementale importante.

### Sanctionné
Le nombre d'affaires portées devant les tribunaux fédéraux américains impliquant des citoyens liés au gouvernement vénézuélien accusés de trafic de drogue a progressivement augmenté. Grâce aux informations fournies par d'autres personnes ayant décidé de coopérer avec la justice américaine (informations sur les itinéraires de la drogue, les personnes, les quantités et d'autres éléments du crime), le gouvernement américain a pu recueillir une série de données qui lui ont permis d'inscrire de hauts responsables du gouvernement vénézuélien sur la liste des sanctions du Département du Trésor , dont le vice-président Tareck El Aissami .
L'administration Trump a accusé le vice-président vénézuélien d'avoir entretenu des liens avec diverses personnalités et acteurs clés du terrorisme et du trafic de drogue. Les sanctions ont gelé les avoirs d'El Aissami et de son homme de main, Samark López , aux États-Unis, qui, selon des porte-parole officiels, dépasseraient les 500 millions de dollars . Une lutte dans laquelle il est crucial de coincer les agents de l'administration vénézuélienne impliqués dans le crime organisé. Pour José Ferrer , la décision de Maduro d'assurer la protection et le contrôle des personnes sanctionnées par l'OFAC vise à garantir la loyauté de ces fonctionnaires envers la soi-disant révolution bolivarienne.
Le 22 janvier 2025, José Antonio Colina , président de l'Organisation des Vénézuéliens politiquement persécutés en exil Veppex , a demandé au président des États-Unis Donald J. Trump d'inclure le Cartel des Soleils comme organisation terroriste en raison de ses liens avec les cartels de la drogue mexicains.

## Narco-État
En mars 2017, un témoignage a été présenté à la Commission des relations étrangères du Sénat américain confirmant les liens du Venezuela avec l'industrie mondiale du trafic de drogue. À l'époque, Shannon O'Neil, experte du Council on Foreign Relations (CFR), a déclaré qu'« en termes de sécurité, la volonté du Venezuela d'autoriser des trafiquants de drogue, des réseaux du crime organisé, des terroristes potentiels et d'autres acteurs néfastes à pénétrer sur son territoire a également un impact sur la sécurité nationale des États-Unis ». Les rapports du CFR montrent que des gangs criminels colombiens (BACRIM) , des dissidents des FARC-EP (qui n'ont pas accepté les accords de paix entre le gouvernement colombien et les FARC-EP ) et l'Armée de libération nationale (ELN) opèrent dans le pays, tout comme les cartels mexicains de Sinaloa et de Los Zetas . Ce dernier a disparu en 2018, mais une faction, appelée « Cartel del Noreste », subsiste.
Sans aucun doute, a déclaré O'Neil, « le Venezuela est devenu la voie privilégiée de contrebande de drogue en Amérique du Sud, car c'est la route utilisée par les trafiquants de drogue pour amener la cocaïne aux États-Unis , via l' Amérique centrale et les Caraïbes orientales , et vers l'Europe , via l'Afrique de l'Ouest » .
D'autre part, le rapport annuel du Département d'État sur la stratégie de contrôle des drogues indique que le Venezuela est devenu le principal centre de distribution du trafic de drogue dans les Amériques . Les experts ont noté que plus de 200 tonnes de cocaïne transitent par ce pays sud-américain chaque année, ce qui représente 40 % de la consommation mondiale.

### Liens avec le narcotrafic

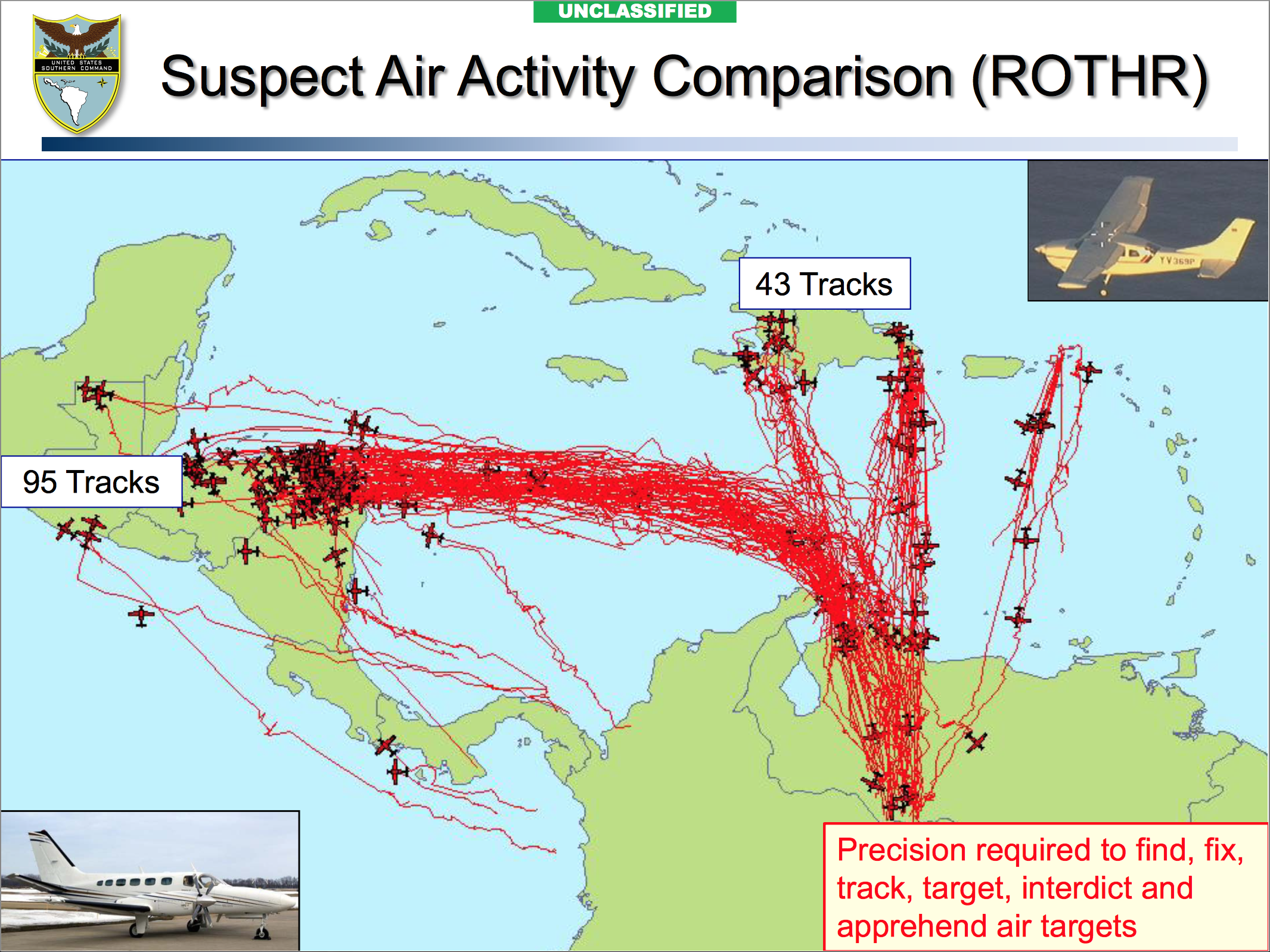
Activité aérienne de suspects de narcotrafic principalement depuis Venezuela suivie par le Commandement Sud des États-Unis montrant plusieurs vols de drogue vers Haïti.

Les preuves recueillies par les agences fédérales américaines révèlent qu’il existe des liens entre le gouvernement vénézuélien et le narcotrafic. Un cas qui a mis en lumière ces relations de haut niveau entre les cartels de la drogue et le gouvernement de Nicolás Maduro, est celui concernant les neveux du couple présidentiel vénézuélien, Efraín Antonio Campo Flores et Franqui Francisco Flores de Freitas, tous deux déclarés coupables par un jury à New York, de complot pour trafic de 800 kilos de cocaïne de haute pureté depuis le Venezuela vers les États-Unis, via Honduras.
De même, le général Néstor Reverol, actuel ministre de l’Intérieur et de la Justice du Venezuela et ancien chef de l’Oficina Nacional Antidrogas (ONA) du pays sud-américain, a été accusé aux États-Unis en août 2016 pour des charges de trafic de cocaïne, avec l’ancien sous-directeur de la même institution, Edilberto Molina Molina. La liste des fonctionnaires impliqués dans le narcotrafic inclut un autre ancien ministre de l’Intérieur et de la Justice, deux hauts officiers du renseignement et un de rang moyen actuellement jugé par les tribunaux américains, un pilote ancien militaire servant à la première dame du Venezuela, Cilia Flores, ainsi que d’autres ayant eu des liens avec les gouvernements de Hugo Chávez et Nicolás Maduro.
Pour sa part, Henry Rangel Silva, gouverneur de l’état de Trujillo. Le 12 septembre 2008, le Département du Trésor des États-Unis ordonna de geler tous les comptes bancaires ou biens que ce citoyen pourrait avoir sous juridiction américaine, sous l’argument qu’il existait des preuves que le militaire avait matériellement soutenu les FARC-EP dans leurs activités de narcotrafic.
En août 2009, le journal The New York Times publia un article citant une supposée lettre interceptée du guérillero des FARC-EP, alias Iván Márquez, où il discutait un plan d’achat d’armes auprès de fonctionnaires vénézuéliens, et où étaient mentionnés le général Henry Rangel Silva et l’ancien ministre Ramón Rodríguez Chacín. Selon cet article, Rangel Silva fournirait des documents d’identité aux guérilleros colombiens pour qu’ils reçoivent les armes sur le territoire vénézuélien.
Actuellement, la collaboration entre les dissidences des FARC-EP et l’ELN avec le chavisme continue, comme le démontrent les récentes déclarations de Nicolás Maduro invitant alias Iván Márquez et alias Jesús Santrich à se réfugier au Venezuela, pour les protéger tandis qu’ils menacent d’attaquer la Colombie. Mais, selon le gouvernement des États-Unis, les implications du Venezuela avec le crime organisé ne se limitent pas uniquement au trafic de cocaïne et à la violence qui en découle et fait des victimes à la frontière sud, mais le cas de l’augmentation du narcotrafic dans le pays, sous la tutelle de Nicolás Maduro, inclut une énorme activité de blanchiment d’argent d’origine illicite, qui compromet l’intégrité du système financier américain.

## Organisation
Selon InSightCrime, il existe des groupes criminels liés à ce cartel au sein des branches des Forces Armées du Venezuela comme l’Armée, la Marine, l’Aviation, et la Garde Nationale ; depuis le plus bas niveau jusqu’aux plus hauts grades militaires.

### Personnel de bas niveau
Apparemment, les grades inférieurs corrompus de la Garde Nationale se disputent des postes aux points de contrôle frontaliers afin d’obtenir le paiement de pots-de-vin pour le trafic illicite, bien qu’une grande partie de ces sommes aille à leurs supérieurs corrompus aux postes frontaliers. Les membres de bas niveau aident aussi à escorter la drogue depuis la frontière de la Colombie vers l’intérieur du Venezuela, pour qu’elle soit ensuite placée sur des bateaux en eaux internationales.

### Personnel de haut niveau
Les officiers corrompus de haut rang du Cartel de los Soles ont été accusés de faciliter le passage et même de faire du trafic de drogue depuis la frontière de la Colombie jusqu’aux ports de la Mer des Caraïbes, où elle est cachée dans des cargos naviguant en eaux internationales vers l’Europe ou les États-Unis. Ils utilisent également des vedettes rapides pour transporter la drogue, faisant d’abord escale sur une île des Caraïbes. On suppose même qu’ils utilisent l’Aéroport international Maiquetía - Simón Bolívar à Caracas pour exporter la drogue cachée dans des avions commerciaux et privés qui partent à l’étranger.

## Des membres de haut rang accusés

### Diosdado Cabello
En janvier 2015, l'ancien chef de la sécurité d' Hugo Chávez et de Diosdado Cabello , Leamsy Salazar , a fait des déclarations à la justice américaine, dans lesquelles il a identifié Cabello comme l'actuel chef du Cartel des Soleils,. Salazar a été placé dans le système de protection des témoins américain après avoir fui vers ce pays avec l'aide de la DEA , après avoir coopéré avec l'agence américaine et fait des déclarations sur la possible participation de Cabello au trafic international de drogue.
Salazar a déclaré avoir entendu Cabello donner des ordres pour transporter des tonnes de cocaïne. Selon ses déclarations, les cargaisons de drogue ont été envoyées de Colombie par l'ancien groupe de guérilla des FARC-EP (après sa démobilisation, des groupes dissidents des FARC-EP assumeraient cette tâche), donnant l'ordre de transporter la drogue à travers le Venezuela vers les États-Unis et l'Europe , en faisant éventuellement une escale à Cuba,. L'opération internationale de trafic de drogue aurait probablement impliqué des membres importants du gouvernement vénézuélien tels que Tareck El Aissami et José David Cabello , et une tentative a été faite par le gouverneur de Monagas, le frère de Diosdado,.
En mai 2018, Cabello et sa famille ont été sanctionnés par le Département du Trésor, qui a gelé leurs avoirs aux États-Unis , les accusant de blanchiment d'argent , de corruption et de trafic de drogue. Pedro Luis Martín Olivares « C'est l'homme qui gère la logistique du cartel, celui qui transporte la drogue, pour le secteur dirigé par Cabello », ont déclaré des sources d'El Nuevo Herald au courant des transactions du groupe.
Cabello a nié tout lien avec lui et a déclaré que « ce sont des infamies et des calomnies auxquelles sont soumis les partisans de la révolution vénézuélienne, mais notre conscience est parfaitement tranquille ». Diosdado a confirmé connaître l'officier de marine Leamsy Salazar , qui a demandé l'asile aux États-Unis pour témoigner sur cette affaire, bien qu'il conclue que le problème vient de Salazar.

### Hugo Carvajal
Hugo Carvajal aurait été un chef du Cartel des Soleils pendant son séjour dans les Forces armées, profitant de son passage de dix ans dans les renseignements militaires vénézuéliens , dont plus de sept en tant que directeur national du renseignement.
Le 22 juillet 2014, Hugo Carvajal, désormais retraité de la vie militaire, a été arrêté à Aruba , après avoir été admis avec un passeport diplomatique lors de sa nomination comme consul du Venezuela sur l'île depuis janvier,,. L'arrestation a été effectuée suite à une demande officielle du gouvernement des États-Unis, qui accuse Carvajal de liens avec les cartels de la drogue et le groupe de guérilla colombien de l'époque, les FARC, pour trafic de drogue,. Cinq jours plus tard, Carvajal a été libéré après que les autorités néerlandaises ont déclaré qu'il bénéficiait de l'immunité diplomatique ; cependant, il a été expulsé de l'île après avoir été considéré comme « persona non grata »,,.
Le 12 avril 2019, Carvajal a été capturé en Espagne en réponse à une demande d'extradition des États-Unis , accusé d'avoir profité de sa position de directeur du renseignement militaire pour mener des activités liées au trafic de drogue et au crime organisé , et condamné à une assignation à résidence pendant que la justice espagnole étudiait son extradition.
Cependant, après l'approbation de son extradition vers les États-Unis, il a fui sa résidence en novembre 2019et a été repris le 9 septembre 2021 à Madrid par la police nationale espagnole, puis extradé vers les États-Unis en 2023.

### Carlos Orense Azócar
Carlos Eduardo Orense Azócar, 69 ans, aurait été lié à Tareck El Aissami, alias « El Gordo », lorsqu'il était ministre de l'Intérieur entre 2008 et 2012. Il était propriétaire d'une ferme à Curiepe, Barlovento, dans l'État de Miranda . L'ancien propriétaire était le trafiquant de drogue Gabriel Martínez Franco, alias « Frank », assassiné à Medellín.
Il opère depuis 2003 et a précédemment travaillé comme inspecteur des douanes à l'aéroport international de Maiquetía . Il est également connu pour avoir géré environ 40 % des 40 tonnes expédiées mensuellement par le cartel depuis Curiepe. Il est identifié comme l'un des principaux opérateurs logistiques du Cartel de Los Soles et entretenait des relations directes avec les plus hauts dirigeants de l'organisation criminelle;
Toute cette structure, qui le liait aux services de renseignement, aurait permis à Carlos Orense Azócar d'opérer depuis un bureau du siège du Sebin, situé à El Helicoide. C'est ainsi qu'il aurait collaboré avec des barons de la drogue colombiens pour transporter de la drogue par voie terrestre vers le centre du Venezuela, sous la protection des services de renseignement susmentionnés et de la Garde nationale.
Il était accusé de la mort de son partenaire présumé, Carlos Ramón Cedeño. L'incident s'est produit le 20 novembre 2011 à El Tigre, dans l'État d'Anzoátegui. Au cours d'une bagarre, « El Gordo » a tué Cedeño, puis a invoqué la légitime défense. Selon l'enquête, « El Gordo » aurait également travaillé sous les ordres de l'ancien directeur du contre-espionnage de l'ancienne DISIP, Pedro Luis Martín Olivares. De par sa position de collaborateur dans les opérations du cartel, il aurait contribué à légitimer l'argent de Tareck El Aissami en alliance avec Samark López Bello, considéré comme l'un de ses hommes de main, par l'intermédiaire de l'ancien chef du renseignement financier de la police politique vénézuélienne, Pedro Luis Martín Olivares, et du général Hugo Carvajal . Grâce à cette connexion, « El Gordo » a également renforcé ses liens avec Walid Makled . Cette connexion avec El Pollo Carvajal et Martín Olivares a permis à Carlos Orense Azócar de gérer l'expédition de cocaïne vers la République dominicaine par bateau, ainsi que le mouvement de drogue entre la Colombie et le Venezuela par voie aérienne et terrestre.
La ferme « Los Garañones » de Guárico aurait servi de centre de répartition pour au moins huit expéditions. « El Gordo » est également lié à une entreprise énergétique new-yorkaise qui, selon l'enquête, lui aurait permis d'obtenir des contrats d'approvisionnement pour PDVSA et, parallèlement, de dissimuler des fonds illicites provenant d'opérations de trafic de drogue entre 2004 et 2009,,.
Il a été arrêté en mai 2021 dans une pension de famille à Casalvieri, une ville de la province de Frosinone, en Italie. Orense Azócar a été extradé en juin 2022 à la suite d'une demande du gouvernement américain formulée un an plus tôt.
Il attend maintenant son procès le 27 novembre 2023 devant le tribunal du district sud de New York. Il sera poursuivi pour quatre chefs d'accusation de trafic de drogue et de possession d'armes. Il a plaidé non coupable avant le procès,. L'accusation a présenté deux témoins en novembre, tous membres de l'équipage du bateau de drogue arrêté alors qu'il faisait route du Venezuela vers la République dominicaine :
- Romer José Boada González (Vénézuélien) Condamné pour trafic de drogue, actuellement détenu à Miami, purgeant une peine de 135 mois
- Nervis Rafael Suárez (Vénézuélien)
- Germán Arias Escobar (Colombien)

Selon les procureurs, Orense Azócar a également travaillé en étroite collaboration avec un haut fonctionnaire de la Direction des services de renseignement et de prévention du Venezuela (DISIP), qui serait Pedro Luis Marín Olivares. Pedro Luis Martín Olivares « C'est l'homme qui gère la logistique du cartel, celui qui transporte la drogue, pour le secteur dirigé par Diosdado Cabello », ont déclaré des sources proches des transactions du groupe à El Nuevo Herald.

### Nicolas Maduro
Le président vénézuélien Nicolás Maduro a personnellement promu des personnes accusées de trafic de drogue à de hauts fonctionnaires du gouvernement. En mai 2018, il aurait reçu des avantages liés au trafic de drogue de la part de Diosdado Cabello. En 2020, la justice américaine a porté plainte contre de hauts responsables du gouvernement vénézuélien, dont Maduro, pour avoir dirigé le Cartel des Soleils.
L'acte d'accusation allègue que Maduro a participé à des négociations visant à obtenir des FARC des cargaisons de plusieurs tonnes de cocaïne en échange de la livraison d'argent et d'armes au groupe de guérilla. L'acte d'accusation ajoute qu'en 2024, Maduro aurait perçu 5 millions de dollars de profits issus du trafic de drogue, en plus d'être impliqué dans une opération de blanchiment d'argent, et que Petróleos de Venezuela (PDVSA) aurait été utilisé pour blanchir les produits de la drogue.

## Désignation comme organisation terroriste

### États-Unis
Le 25 juillet 2025, le Département du Trésor des États-Unis a désigné le Cartel de los Soles comme une organisation terroriste internationale, dirigée par Nicolás Maduro pour avoir apporté son soutien dans ses opérations au Tren de Aragua et au Cartel de Sinaloa.